# Хартмансдорф (Ајсенберг)
Хартмансдорф (њем. Hartmannsdorf) општина је у њемачкој савезној држави Тирингија. Једно је од 93 општинска средишта округа Зале-Холцланд. Према процјени из 2010. у општини је живјело 775 становника. Посједује регионалну шифру (AGS) 16074038.

## Географски и демографски подаци
Хартмансдорф се налази у савезној држави Тирингија у округу Зале-Холцланд. Општина се налази на надморској висини од 190 метара. Површина општине износи 1,6 km². У самом мјесту је, према процјени из 2010. године, живјело 775 становника. Просјечна густина становништва износи 475 становника/km².